# Le Canal des secrets
Pour plus de détails, voir Fiche technique et Distribution.
Le Canal des secrets est un téléfilm policier franco-belge réalisé par Julien Zidi sur un scénario de Fabienne Lesieur, Anne-Élisabeth Le Gal et Jérémy Minui et diffusé, pour la première fois en Belgique le 23 janvier 2020 sur La Une, en Suisse le 7 février 2020 sur RTS Un et en France le 11 février 2020 sur France 3.
Cette fiction est une coproduction de Septembre Productions, France Télévisions, Be-FILMS et la RTBF (télévision belge), réalisée avec le soutien de la région Occitanie.

## Synopsis
Alors qu'elle effectue une croisière sur le Canal du Midi, une famille découvre le corps d'une femme lors du passage d'une écluse à Marseillette. Le capitaine Maxime Fabre est envoyé sur place. Il découvre l'identité de la victime : c'est la femme d'un magistrat parisien. Une enquête délicate s'annonce. Trop délicate pour le policier provincial qui se retrouve obligé de faire équipe avec la capitaine Izia Moreno, débarquée de Paris.

## Fiche technique[1]
- Réalisation : Julien Zidi
- Scénario : Fabienne Lesieur, Anne-Élisabeth Le Gal et Jérémy Minui
- Sociétés de production : Septembre Productions, France Télévisions, Be-FILMS, RTBF
- Production : Jean Nainchrik, Bérengère Legrand et Patrice Onfray
- Directrice de production : Sylvie Duluc
- Photographie : Dominique de Wever
- Son : Christophe Penchenat
- Costumes : Valérie Mascolo
- Décors : Philippe Prat
- Premier assistante réalisateur : Frédérique Juhel
- Pays de production :  France /  Belgique
- Langue originale : français
- Genre : policier
- Durée : 90 minutes
- Dates de diffusion : 
  - Belgique : 23 janvier 2020 sur La Une
  - Suisse : 7 février 2020 sur RTS Un
  - France : 11 février 2020 sur France 3

## Distribution
Sauf indication contraire, les informations mentionnées dans cette section peuvent être confirmées par la base de données cinématographiques IMDb,  présente dans la section « Liens externes ».
- Annelise Hesme : Izia Moreno, capitaine de la DCPJ de Paris
- Aurélien Wiik : Maxime Fabre, le capitaine de gendarmerie chargé de l'enquête
- Clémentine Verdier : Sandrine Richomme, la victime
- Annie Grégorio : Carmen, la tante de Maxime
- Laurent Bateau : Étienne Richomme, juge et mari de la victime
- Aurélien Cavaud : Tigemont, une gendarme
- Daniel Njo Lobé : Commandant Bessac
- Romain Busson : Nathan Vibier, animateur du club nautique
- Sylvie Granotier : Madeleine Richomme
- François Bureloup : Morin, le médecin légiste
- Emma Gamet : Adjudant Dorès
- Eloan Bernasconi-Straub : Enzo Fabre
- Maël de Boer : Timothée Richomme, le jeune fils d'Étienne et Sandrine
- Mona Bouyer : Sonia
- Camille Petit : Amandine Ravenne, une vacancière en péniche
- Noe Reboul : Étienne Jeune
- Maïra Schmitt : Emily Leclerc, l'amour de jeunesse d'Étienne
- Sarah-Laure Estragnat : Carole Gignac, hôtesse d'accueil à l'office du tourisme
- Régis Maynard : Maître Blandin
- Julien Tortora : Vincent
- Régis Lux : Père des ados
- Julien Sabatié-Ancora : Médecin
- Bernard Le Gall : Gardien du cimetière
- Anne Bourgès : Juge d'instruction

## Tournage
Le tournage s'est déroulé du 21 août au 17 septembre 2019 en Occitanie dans l'Aude le long du Canal du Midi, à Castelnaudary, Labastide-d'Anjou, Saint-Félix-Lauragais, Salles-sur-l'Hers, l'Écluse du Roc, sur la péniche Kapadokya et en Haute-Garonne à Toulouse,,.
Une soixantaine de techniciens, principalement de la région, ont travaillé sur le téléfilm.

## Réception critique
Pour Moustique, « le duo principal fonctionne bien, les paysages ont un goût estival [...] et le scénario tente d'aborder des sujets de société ». Télé Loisirs parle d'une enquête « prenante » :  « Bien scénarisée et réalisée, elle est menée par les très attachants Annelise Hesme [...] et par Aurélien Wiik qui a une forte présence à l'écran ». Télé 7 jours pointe aussi la prestation d'Aurélien Wiik : « Aurélien Wiik se tire en tout cas à merveille de ce rôle qui oscille entre fermeté et douceur » mais note les « faiblesses de scénario ». Télé Z y voit plutôt « une enquête inventive, riche en péripéties ».

## Audience
Pour sa première diffusion en France, le 11 février 2020, le téléfilm s'est hissé en tête des audiences avec 4,98 millions de téléspectateurs, soit 23,1 % de part d'audience.